# 拉巴科尼耶尔
拉巴科尼耶尔（法語：La Baconnière，法語發音：[la bakɔnjɛʁ]）是法国马耶讷省的一个市镇，位于该省西部，属于拉瓦勒区。

## 地理
拉巴科尼耶尔（48°11'0"N, 0°53'36"W）面积27.36 平方千米，位于法国卢瓦尔河地区大区马耶讷省，该省份为法国西北部内陆省份，北起芒什省和奧恩省，西接伊勒-维莱讷省，南至曼恩-卢瓦尔省，东临萨尔特省。
与拉巴科尼耶尔接壤的市镇（或旧市镇、城区）包括：曼恩地区圣伊莱尔、昂杜耶、拉福雷新堡、沙扬、圣旺德图瓦。

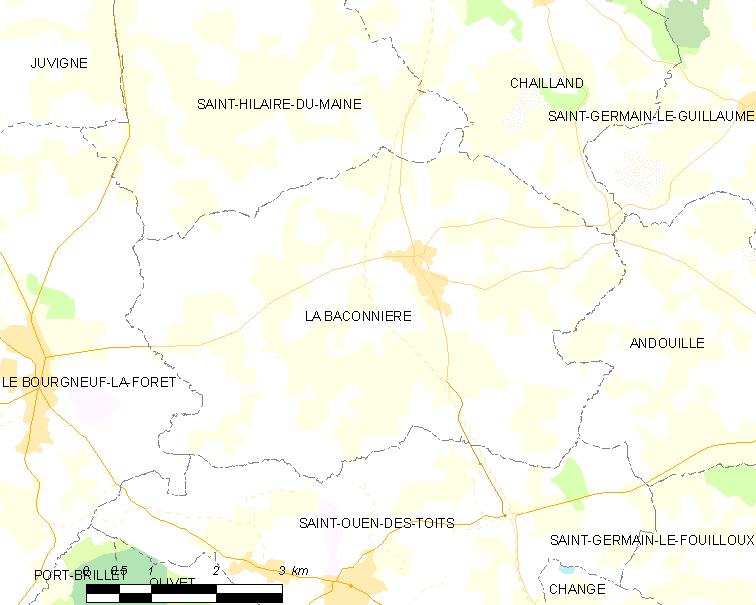
拉巴科尼耶尔的OSM定位图

拉巴科尼耶尔的时区为UTC+01:00、UTC+02:00（夏令时）。

## 行政
拉巴科尼耶尔的邮政编码为53240，INSEE市镇编码为53015。

## 政治
拉巴科尼耶尔所属的省级选区为埃尔内县。

## 人口

1962-2008年间拉巴科尼耶尔人口变化图示

拉巴科尼耶尔于2022年1月1日时的人口数量为1964人。